# Mace Neufeld
Pour les articles homonymes, voir Neufeld.
Mace Neufeld est un producteur de cinéma et de télévision américain, né le 13 juillet 1928 à New York et mort le 21 janvier 2022 à Beverly Hills.

## Filmographie

### comme producteur
- 1976 : La Malédiction (The Omen)
- 1978 : Damien, la malédiction II (Damien: Omen II)
- 1979 : Le Rabbin au Far West (The Frisco Kid)
- 1980 : Un ange sur le dos (Angel on My Shoulder) (télévision)
- 1981 : À l'est d'Éden (East of Eden) (feuilleton télé)
- 1981 : Massacres dans le train fantôme (The Funhouse)
- 1985 : Vol d'enfer (The Aviator)
- 1985 : A Death in California (télévision)
- 1985 : Transylvania 6-5000
- 1987 : Sens unique (No Way Out)
- 1989 : Punisher (The Punisher)
- 1990 : À la poursuite d'Octobre Rouge (The Hunt for Red October)
- 1991 : Lightning Force (série télé)
- 1991 : Le Vol de l'intruder (Flight of the Intruder)
- 1991 : La Malédiction 4 : L'Éveil (Omen IV: The Awakening) (télévision)
- 1991 : L'Équipe des casse-gueule (en)  (Necessary roughness) de Stan Dragoti
- 1992 : Jeux de guerre (Patriot Games)
- 1994 : Le Flic de Beverly Hills 3 (Beverly Hills Cop III)
- 1994 : Danger immédiat (Clear and Present Danger)
- 1996 : Sans alternative (Woman Undone) (télévision)
- 1996 : Coup de force (Gridlock) (télévision)
- 1996 : For the Future: The Irvine Fertility Scandal (télévision)
- 1997 : Le Saint (The Saint)
- 1998 : Blind Faith
- 1998 : Escape: Human Cargo (télévision)
- 1998 : Perdus dans l'espace (Lost in Space)
- 1998 : Black Dog
- 1999 : Le Déshonneur d'Elisabeth Campbell (The General's Daughter)
- 2000 : L'Élue (Bless the Child)
- 2001 : Intime trahison (Love and Treason) (télévision)
- 2002 : La Somme de toutes les peurs (The Sum of All Fears)
- 2003 : Gods and Generals
- 2005 : Asylum
- 2005 : Sahara
- 2013 : The Ryan Initiative (Jack Ryan: Shadow Recruit) de Kenneth Branagh
- 2014 : Equalizer (The Equalizer) d'Antoine Fuqua
- 2018 : Equalizer 2 (The Equalizer 2) d'Antoine Fuqua

### comme acteur
- 2002 : La Somme de toutes les peurs (The Sum of All Fears) : WHCA Dinner Chairman